# Élisabeth de Bourbon

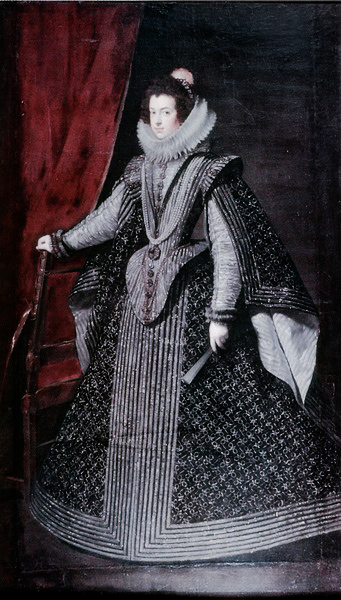
Isabella von Bourbon auf einem Porträtgemälde von Diego Velázquez

Élisabeth de Bourbon (spanisch Isabel de Borbón y Médicis; * 22. November 1602 in Schloss Fontainebleau, Fontainebleau; † 6. Oktober 1644 im Real Alcázar de Madrid, Madrid) war eine Prinzessin von Frankreich sowie als erste Frau des Habsburgers Philipp IV. von 1621 bis 1644 Königin von Spanien und von 1621 bis 1640 Königin von Portugal.

## Jugend und Heirat mit Philipp IV.
Élisabeth war die älteste Tochter Heinrichs IV. von Frankreich und seiner zweiten Frau Maria de’ Medici. Als älteste Königstochter erhielt sie bei Hof den traditionellen Ehrentitel Madame Royale. Der von ihrem Vater mit dem Herzog Karl Emanuel I. von Savoyen im April 1610 geschlossene Vertrag von Bruzolo sah ihre Heirat mit dem Prinzen Viktor Amadeus von Piemont vor. Dieses Eheprojekt wurde aber nach der kurz darauf erfolgten Ermordung Heinrichs IV. (14. Mai 1610) aufgegeben. 
Maria de’ Medici fungierte nun als Regentin für den minderjährigen Bruder Élisabeths, Ludwig XIII., und betrieb eine Annäherungspolitik an Spanien, die durch eine Doppelhochzeit Élisabeths mit dem spanischen Kronprinzen Philipp (IV.) und Ludwigs XIII. mit der Infantin Anna gefestigt werden sollte. Obwohl sich die Protestanten, etwa Sully, gegen diese Heiratsallianz der französischen Regentin mit dem katholischen König Philipp III. aussprachen, wurde der entsprechende Ehevertrag 1611 unterzeichnet und am 25. März 1612 publik gemacht. Aus diesem Anlass fanden in Frankreich und Spanien prächtige Feste statt.
Da Élisabeth und ihr Bräutigam für die Heirat noch zu jung waren, wurde diese um einige Jahre verschoben. Nachdem der Herzog von Pastrana am 13. August 1615 im Louvre offiziell für den spanischen Thronfolger um Élisabeths Hand gebeten hatte, verließen die erst knapp 13-jährige französische Prinzessin und ihr Bruder Ludwig XIII. vier Tage später Paris, um sich auf den Weg zu ihren jeweiligen künftigen Ehegatten zu machen. Unterwegs erkrankte Élisabeth und musste bis zu ihrer relativ rasch erfolgten Genesung in Poitiers verweilen. Der Herzog von Guise, der ihr mit 4000 Infanteristen und 1500 Kavalleristen das Geleit gab, übernahm bei ihrer am 18. Oktober in der Kathedrale von Bordeaux durch den Kardinal François de Sourdis geleiteten Ferntrauung die Stellvertreterrolle für ihren Bräutigam. Am spanisch-französischen Grenzfluss Bidasoa wurde sie mit der für ihren Bruder Ludwig XIII. auserkorenen Braut, der Infantin Anna, ausgetauscht. Am 25. November 1615 feierte sie schließlich in der Kathedrale von Burgos ihre eigentliche Hochzeit mit Philipp (IV.)

## Spanische Königin
In ihrer neuen Heimat wurde Élisabeth, die ihren Bruder Ludwig XIII. nie mehr wiedersehen sollte, mit der spanischen Form ihres Namens, Isabel, bezeichnet. Da der Thronfolger erst zehn Jahre alt war, durfte er seine Ehe vorerst nicht vollziehen, sondern erst 1620. Élisabeth wurde rasch schwanger und bestieg nach dem Tod Philipps III. (31. März 1621) gemeinsam mit ihrem Gemahl den spanischen Königsthron. Der sofortige Tod ihrer ersten, vorzeitig geborenen Tochter Maria Margarita überschattete indessen die Krönungsfeierlichkeiten. Insgesamt brachte sie acht Kinder zur Welt, von denen nur ihre jüngste Tochter Maria Teresa – die spätere Frau des französischen Königs Ludwig XIV. – das Erwachsenenalter erreichte:
1. María Margarita (*/† 14. August 1621)
2. Margarita María Catalina (* 25. November 1623; † 22. Dezember 1623)
3. María Eugenia (* 21. November 1625, † 21. Juli 1627)
4. Isabel María Teresa (* 31. Oktober 1627, † 1. November 1627)
5. Baltasar Carlos, "Fürst von Asturien" (* 17. Oktober 1629, † 9. Oktober 1646)
6. Francisco Fernando, (*/† 12. März 1634)
7. María Ana Antonia, (* 17. Jänner 1636, † 5. Dezember 1636)
8. Maria Teresa (* 10. September 1638, † 30. Juli 1683) ⚭ Ludwig XIV. (* 1638, † 1715), König von Frankreich

Philipp IV. war vergnügungssüchtig und hatte verschiedene Mätressen, die ihm mehrere illegitime Kinder gebaren. Er überließ die Regierungsgeschäfte weitgehend dem Grafen Olivares, der den politischen Gegebenheiten der Zeit allerdings nicht gewachsen war. In ihren ersten Jahren als Königin trat Élisabeth politisch wenig in Erscheinung und frönte stattdessen ihren Interessen für Dichtung, Kunst und vor allem Theater. Sie gilt als große Förderin der spanischen Literatur in ihrem Goldenen Zeitalter.
In Élisabeths letzten Lebensjahren mehrten sich Spaniens innen- und außenpolitischen Schwierigkeiten. So führte die Nation seit 1635 Krieg gegen Frankreich. 1640 kam es in Katalonien und Portugal zu Abfallbewegungen von der Habsburgerherrschaft. Nach einem Appell Élisabeths an die Kastilianer rekrutierten diese in wenigen Wochen 50.000 Soldaten, über die ihr Gemahl nun verfügen konnte. Die Königin trug auch wesentlich zum Anfang 1643 erfolgten Sturz Olivares’ bei. Sie starb am 6. Oktober 1644 im Alter von 41 Jahren und wurde im Pantheon der Könige des Klosters El Escorial bestattet.